# Pyrinia icesiata
Pyrinia icesiata är en fjärilsart som beskrevs av Walker 1863. Pyrinia icesiata ingår i släktet Pyrinia och familjen mätare. Inga underarter finns listade.